# Instituto de Investigação Científica Tropical
O Instituto de Investigação Científica Tropical I. P. (IICT I. P.) MHIH era um antigo laboratório de Estado - tutelado pelo Ministério da Ciência, Tecnologia e Ensino Superior de Portugal e com sede no Palácio Burnay, na Rua da Junqueira em Lisboa - que se dedicava ao saber tropical. Tem origem na Comissão de Cartografia criada em 1883, tendo sido dirigido, desde 2004 até à sua extinção, pelo Professor Jorge Braga de Macedo.
O IICT I. P. tinha por missão o apoio científico e técnico à cooperação com países das regiões tropicais, em particular da Comunidade de Países de Língua Portuguesa, desenvolvendo a investigação interdisciplinar, aumentando a capacitação em ciência e tecnologia (C&T) nos países-alvo e promovendo o acesso ao seu património histórico e científico.
Desenvolvia investigação científica nas áreas das Ciências Humanas e Ciências Naturais e tem como principais prioridades acompanhar o cumprimento dos Objectivos de Desenvolvimento do Milénio e disponibilizar digitalmente o seu vasto património histórico e científico aos países da CPLP.
Eram também objectivos do Instituto fomentar quer o intercâmbio e a cooperação com outros organismos ou instituições de Ciência e Tecnologia (p.ex. o Centro de Estudos Africanos, quer a capacitação em C&T de quadros necessários às actividades de cooperação com países-alvo e manter, através das novas tecnologias de informação e comunicação, bases de dados sobre as suas actividades de C&T.
A 3 de Agosto de 1983 foi feito Membro-Honorário da Ordem do Infante D. Henrique.
Em 31 de Julho de 2015, pelo decreto-lei n.º 141/2015, foi extinto, tendo sido sucedido nas suas atribuições pela Universidade de Lisboa (para a qual passaram a maior parte das suas competências de investigação, na área do saber tropical pelo Instituto Superior de Agronomia, e na área de história pela Faculdade de Letras da Universidade de Lisboa) e pela Direção Geral do Livro, Arquivos e Bibliotecas (para a qual passou a tutela do Arquivo Histórico Ultramarino).

## Serviços abertos ao público do IICT I. P
- Arquivo Histórico Ultramarino
- Jardim Botânico Tropical
- Centro de Documentação e Informação / TV Ciência